# Liste des recueils chiites
Liste des recueils chiites, comprennent des livres qui contiennent des discussions portant sur les principes de la religion (Tawhid, la Prophétie, Imamat, justice, etc.).

## Les recueils par les Imams Chiites
- Nahj al-Balaghah par  Ali ibn Abi Talib
- Risalat al-Huquq par  Ali Zayn al-Abidin
- Al-Risalah al-Dhahabiah par  Ali ar-Rida
- Al-Sahifat al-Ridha par  Redha
- Sahîfa Sajjâdiya  par Ali Zayn al-Abidin

## Liste des recueils de hadiths
- Les Quatre Livres

« les quatre livres » est le nom des quatre livres important des Chiites
1. Al-Kâfî de cheikh Abu Ja’far Kolayni
2. Tahdhib al-ahkâm de Cheikh Al-Toussi
3. Al-Istibsâr fi mâ ikhtalaf min al-akhbâr de Cheikh Al-Toussi
4. Man la yahdhuruhu Al-Faqîh de Cheikh Saduq (Ibn Babuyeh)

- Nahj al-Balagha- sermons de l'imam 'Ali ibn Abi Talib recueilli par Al-Sharif al-Radi
- Alwafi de Mohammad Mohsen Faiz Kashani
- Wasā'il al-Shīʿa de Al-Hurr al-Aamili
- Mustadrak al-Wasael par Mirza Hussayn Nuri
- Aamali par Cheikh Al-Moufid
- Ghurar al-Hikam wa Durar al-Kalim est la collection la plus complète de citations courts par Ali ibn Abi Talib[1].
- Uyun al Akhbar ar Reda par Shaykh Sadûq
- Bihar al-Anwar par Allameh Majlesi
- Maeny Alakhbar par Shaykh Sadûq
- Kamil al-Ziyarat, par ibn al Qummi est le livre de référence des Chiites Duodécimains dédié à la visite des Imams , en particulier celle de Al-Hussein ibn Ali.

## les recueils de Douas
- Sahîfa Sajjâdiya par Ali Zayn al-AbidinC
- Mafatih al-Janan recueilli par Cheikh Abbas Al-Qommi

## Tafsir
- Al-Burhan Fi Tafsir al-Quran par Seyed Hashim bin Sulaiman bin Ismail al Husaini al Bahrani
  - Tafsir Al-Mîzân par Muhammad Husayn Tabataba'i

## Arguments chiites-sunnites
- les nuits de Peshawar par Sultanu'l-Wa'izin Shirazi
- Comment j'ai été guidé par Smaoui Mohamed Tijani